# Tom Johannessen
Tom Johannessen (Fredrikstad, 28 luglio 1933 – 12 gennaio 1991) è stato un calciatore norvegese, di ruolo difensore.

## Caratteristiche tecniche
Iniziò la carriera come attaccante, per poi arretrare fino alla difesa.

## Carriera

### Club
Johannessen giocò nel Fredrikstad dal 1959 al 1965.

### Nazionale
Conta 4 presenze per la Norvegia. Esordì il 17 settembre 1961, nella sconfitta per 0-4 contro la Danimarca.